# Agnieszka Wawrzkiewicz-Kowalska
Agnieszka Wawrzkiewicz-Kowalska (ur. 14 stycznia 1968 w Łodzi) – polska aktorka teatralna i filmowa.

## Życiorys
Ukończyła studia na Wydziale Aktorskim PWSFTviT w Łodzi w roku 1991. Dyplom obroniła w roku 1993. W tym samym roku rozpoczęła pracę w Teatrze im. Wilama Horzycy w Toruniu.
Zagrała w filmie Krzysztofa Zanussiego Słaba wiara oraz epizody w M jak Miłość oraz Miasteczku.
Uczestniczy w cyklach spotkań z poezją Z zadyszki poetyckiej w Dworze Artusa w Toruniu, podczas których aktorzy toruńskiej sceny teatralnej interpretują poezje. Działa również w toruńskim Kabarecie Poniedziałek.
Jest członkinią Związku Artystów Scen Polskich.
Żona Pawła Kowalskiego, aktora Teatru im. Wilama Horzycy w Toruniu. Ma dwoje dzieci; córkę Zosię i syna Franciszka.

## Filmografia
- 1996: Opowieści weekendowe: Słaba wiara – sekretarka profesora
- 2001: Miasteczko – pielęgniarka (odc. 59)
- 2005: M jak miłość – znajoma Kotowicza (odc. 375)
- 2007: Kryminalni – Anna Matusiak (odc. 78)
- 2008: Glina – Urszula Domagała (odc. 21)
- 2014: Lekarze – Jolanta Aleksandrowicz, żona profesora (odc. 50)